# Viktor Kovalenko
Viktor Viktorovyč Kovalenko (ukrajinsky Ві́ктор Ві́кторович Ковале́нко; * 14. února 1996) je ukrajinský fotbalista, který hraje jako záložník za italský klub Empoli a ukrajinskou reprezentaci.

## Klubová kariéra

### Šachtar Doněck
Je odchovancem akademie Šachtaru Doněck, za klub debutoval proti Poltavě 28. února 2015.
V únoru 2020 vstřelil gól Benfice Lisabon v Evropské lize.

### Atalanta
V únoru 2021 podepsal smlouvu na čtyři a půl roku s Atlantou. Za klub debutoval 21. března, když v 87. minutě zápasu s Veronou střídal svého krajana Ruslana Malinovského.

#### Spezia (hostování)
8. srpna 2021 byl poslán na sezónní hostování do Spezia Calcio. 2. srpna 2022 byl znova poslán na hostování do Spezia.
V srpnu 2024 Kovalenkovi skončila smlouva v Atalantě.

### Empoli
11. února 2025 podepsal smlouvu s Empoli.

## Reprezentační kariéra
Hrál na Mistrovství světa ve fotbale hráčů do 20 let 2015, s pěti góly se stal nejlepším střelcem turnaje. Dva góly vstřelil Myanmaru a tři góly USA.